# Hiperglicemia
A hiperglicemia (do grego, ὑπέρ- "excesso", γλυκός "açúcar", αἷμα "sangue") é uma condição caracterizada pelo elevado nível de glicose no sangue. Os níveis normais de glicose no sangue está entre 70 e 99mg/dL em jejum 8h e entre 100 e 140mg/dL pós-prandial (depois de comer). Níveis alterados desses valores podem sugerir crises hipo ou hiperglicêmicas, por diversas etiologias (origens). Ao persistirem os níveis alterados, a procura a um serviço de saúde se torna essencial, podendo caracterizar-se por quadros patológicos, como a Diabetes Mellitus.

## Causas
A glicemia pode ser elevada por:
- Pré-diabetes (pós-prandial entre 140 e 200mg/dL);
- Diabetes mellitus (mais de 125mg/dL em jejum 8h);[2]
- Diabetes gestacional (mais de 100mg/dL em jejum 8h);
- Induzida por estresse elevado;
- Síndrome dos ovários policísticos (SOP);
- Hipercortisolismo (Síndrome de Cushing);
- Doenças críticas: AVC, ataque cardíaco ou pancreatite;
- Trauma severo, como queimadura ou lesão;
- Infecções como pneumonia ou infecção do trato urinário;
- Medicamentos como os esteroides e diuréticos;
- Drogas ilegais como cocaína e ecstasy.

## Sinais e sintomas
Uma glicemia superior a 200mg/dL pode causar:
- Polidipsia (muita sede)
- Poliúria (excesso de urina)
- Polifagia (fome excessiva, acompanhada de emagrecimento em DM2)
- Cansaço e sonolência
- Pele seca
- Dor de cabeça, podendo evoluir para náuseas e vômitos
- Dificuldades para respirar
- Hálito cetônico (devido à formação de corpos cetônicos pelo organismo)
- Endurecimento e espessamento das paredes arteriais
- Envelhecimento precoce
- Redução na esperança de vida.

## Complicações
Níveis elevados de glicose no sangue podem conduzir, a longo prazo, a alterações irreversíveis nos nervos e nos grandes e pequenos vasos sanguíneos. O diabetes também pode reduzir a capacidade do corpo em resistir a infecções, assim como aumentar a propensão a problemas oculares, doenças renais, pressão alta, ataques cardíacos, acidentes vasculares-cerebrais e amputação de membros superiores e inferiores.
Entre as complicações crónicas da hiperglicemia relacionam-se:

### Microangiopatia
Caracterizada pelo comprometimento dos vasos sanguíneos capilares, por nefropatia e retinopatia.

### Macroangiopatia
Caracterizada pelo comprometimento dos vasos arteriais e por deficiência circulatória no cérebro, coração e membros inferiores.

### Retinopatia
Caracterizada por alterações na visão como a percepção de pontos flutuantes, anéis ou halos coloridos, dificuldade de visão diurna, pressão ou dor sobre os olhos, ou hipersensibilidade à luz.

### Nefropatia
Caracterizada pela presença de albuminúria persistente (excreção de albumina em níveis superiores a 300 mg/dl) na ausência de outro distúrbio renal.

### Neuropatia
Caracterizada pela sensação de formigueiros, impotência sexual, alterações digestivas, urinárias e/ou circulatórias, ressecamento da pele, lesões ulcerosas nos pés e pernas, entre outros.

## Diagnóstico
Os diabéticos que fazem a monitorização da glicose rotineiramente podem detectar aumentos da glicemia, sem, entretanto, apresentar sintomas de hiperglicemia. Para estes pacientes recomenda-se regularmente verificar o nível da glicose no sangue. Isto pode ser feito preferencialmente nas seguintes ocasiões:
- Em jejum, antes das principais refeições - café da manhã, almoço e jantar (glicemia em jejum);
- Duas horas após as principais refeições (glicemia pós-prandial) ou após consumir 75g de glicose.

Mais de 200mg/dL de glicemia a qualquer momento, é critério diagnóstico de diabetes mellitus.

## Prevenção
Caso sejam identificados níveis elevados de glicose no sangue, deve-se procurar um médico ou um serviço de saúde para diagnóstico e tratamento apropriados. O controle adequado da hiperglicemia pode auxiliar a prevenir e não evitar os problemas, em conjunto com mudanças saudáveis no estilo de vida do paciente como:
- Elevar o nível de informação, conduzindo a uma melhor administração do problema;
- Selecionar um plano alimentar nutricionalmente balanceado com carboidratos complexos e de baixo índice glicêmico;
- Escolha criteriosa do horário das refeições;
- Realização de exercícios físicos de baixo impacto, como caminhadas, natação e ciclismo;
- Uso de medicamentos hipoglicemiantes, como metformina e insulina;
- Visitar o profissional de saúde regularmente, seguindo suas recomendações.